# نشان اتریش برای علم و هنر
نشان اتریش برای علم و هنر (آلمانی: Österreichisches Ehrenzeichen für Wissenschaft und Kunst) یک نشان دولتی جمهوری اتریش است و بخشی از سیستم افتخارات ملی این کشور را تشکیل می‌دهد. این مدال توسط شورای ملی به عنوان افتخاری برای دستاوردهای علمی یا هنری توسط قانون فدرال در مه ۱۹۵۵ تصویب و تأسیس شد.